# Juan Martín Salamanca
Juan Martín Salamanca (n. Valladolid; 1988) es un escritor y periodista español.
Autor de varias novelas y relatos cortos, compagina sus textos de ficción con la redacción de artículos en medios digitales y colaboraciones en programas de radio. Trabaja en la agencia de noticias Europa Press y lleva junto a Dioni Arroyo Merino una sección literaria en Radio Valladolid Cadena Ser. También dirigió la revista en línea Nuevas Opiniones, vinculada a Grupo Éride. Está casado con la también escritora Cecilia González Reza.

## Biografía
Nacido en Valladolid el 17 de abril de 1988, con apenas tres años cambió su ciudad natal por Lagunilla (Salamanca), un pequeño pueblo de la Sierra de Béjar al que su madre, maestra de Educación Primaria, fue destinada. En 1995 regresó a Valladolid y siguió su formación en el colegio público Cardenal Mendoza. En 2000 comenzó la Educación Secundaria Obligatoria en el IES Zorrilla, centro en el que permaneció hasta el inicio de sus estudios universitarios en 2006.
Licenciado en Periodismo, cursó esta carrera en las universidades de Valladolid y Turín (Italia). Fue precisamente la estancia en la ciudad italiana la que forjó su amor incondicional por aquel país, algo que se refleja en muchas de sus novelas.
Ya en 2010 comenzó a colaborar con la agencia Europa Press, en cuya plantilla figura desde julio de 2011 como redactor de la delegación para Castilla y León. Asimismo, en 2014 Éride Ediciones, sello con el que ha publicado sus novelas en España, lo designó director de su revista digital Nuevas Opiniones, mientras que en julio de ese año inició su colaboración con la Cadena Ser. También escribe artículos para Otro Mundo es Posible. En 2017 contrajo matrimonio con la escritora mexicana Cecilia González Reza.
Como novelista, debutó en 2011 con En busca del hogar, un relato de aventuras ambientado en las últimas décadas del siglo XVI con toques históricos y navales al más puro estilo de La isla del tesoro. En 2013 vio la luz su segunda novela, La Confesión del Embajador, puramente histórica y con la participación española en la Guerra de Sucesión de Mantua como telón de fondo. Tras ello, 2014 se convirtió en su año más productivo, con la publicación de una novela en España, El embrujo de Lilit, que inauguró la colección de novela erótica masculina de Éride junto a Gótica y Erótica, de Dioni Arroyo, y otra en Estados Unidos, en este caso de la mano de QM Editorial, Elkhorn (Wisconsin), titulada Don Juan 2.1 NYC, un homenaje al Tenorio de Zorrilla en la Nueva York del siglo XXI coincidiendo con el 170 aniversario del estreno de la obra original. En 2015 publicó su quinta novela, Diarios de Traición, en la que volvió al género histórico para contar el enfrentamiento entre España y Francia por el dominio de Italia en el segundo tercio del siglo XVII a través de los ojos de un espía, mientras que en 2016 se introdujo en el género policíaco con 65 pies, obra ambientada en la Volvo Ocean Race y publicada exclusivamente en formato electrónico.
Padrino del club de lectura de la biblioteca municipal del barrio de Pajarillos (Valladolid) también es miembro fundador del colectivo literario Los Perros del Coloquio, con el que ha participado en el libro conjunto Caricias y Batallas con el relato Celos. Asimismo, es uno de los autores que alumbraron las obras corales Cómo ser escritor y no morir en el intento, de Éride Ediciones; Valladolid. Antología de Relatos, Pucela Negra y Criminal y Castilla y León, puerta de la Historia, de M.A.R. Editor; Kalpa 16 Ecos de Bécquer, de Suseya Ediciones, y La Navidad en su tinta, de la iniciativa Contamos la Navidad. Ha traducido al castellano los relatos italianos Todo comienza de 0 (Tutto inizia da 0), de Maurizio Ferrero, y Frente al espejo (Davanti allo specchio), de Valentino Poppi, ganadores respectivamente de las ediciones XII y XIII del Trofeo RiLL y publicadas por la Asociación Española de Fantasía, Ciencia Ficción y Terror en sus antologías Visiones (2017 y 2018).
Fue finalista del I Certamen de Relato Joven Café Teatro Zorrilla por El Huerto del Isidro

## Novelas
- 2011 En busca del hogar (Éride Ediciones, 2011)
- 2013 La Confesión del Embajador (Éride ediciones, 2013)
- 2014 El embrujo de Lilit (Éride ediciones, 2014)
- 2014 Don Juan 2.1 NYC (QM Editorial, Elkhorn (Wisconsin) Estados Unidos, 2014)
- 2015 Diarios de Traición (VdB/Grupo Éride, 2015)
- 2017 65 pies

## Premios
- 2013 – Finalista del I Certamen de Relato Joven Café Teatro Zorrilla por el relato El Huerto del Isidro
- 2013 – Premio Tardis de novela interactiva de Ediciones MUKEI, por el relato Jaqueca